# Zentrale Industrieregion

Zentrale Industrieregion

Die Zentrale Industrieregion (polnisch Centralny Okręg Przemysłowy, CoP) war ein wichtiges Industriegebiet Polens in Kleinpolen. Sie wurde in der Zwischenkriegszeit gegründet und insbesondere in den Jahren 1936–1939 ausgebaut. In der bis dahin dicht besiedelten Region, die unter einer hohen Arbeitslosigkeit litt, sollten Industriebetriebe der Schwer- und Rüstungsindustrie angesiedelt werden, insbesondere als Reaktion auf die Weltwirtschaftskrise der Zeit nach 1929. In dieser Zeit wurden ca. 60 % der polnischen Wirtschaftsinvestitionen der Jahre 1937 bis 1939 ins CoP gesteckt. Mit dem Ausbruch des Zweiten Weltkriegs kamen die Investitionen zum Erliegen.